# صموئيل بي. غارفين
صموئيل بي. غارفين (بالإنجليزية: Samuel B. Garvin)‏ هو محامي وسياسي أمريكي، ولد في 8 أكتوبر 1811 في بوتيرنوتس في الولايات المتحدة، وتوفي في 28 يونيو 1878 في نيويورك في الولايات المتحدة.